# Teplianka

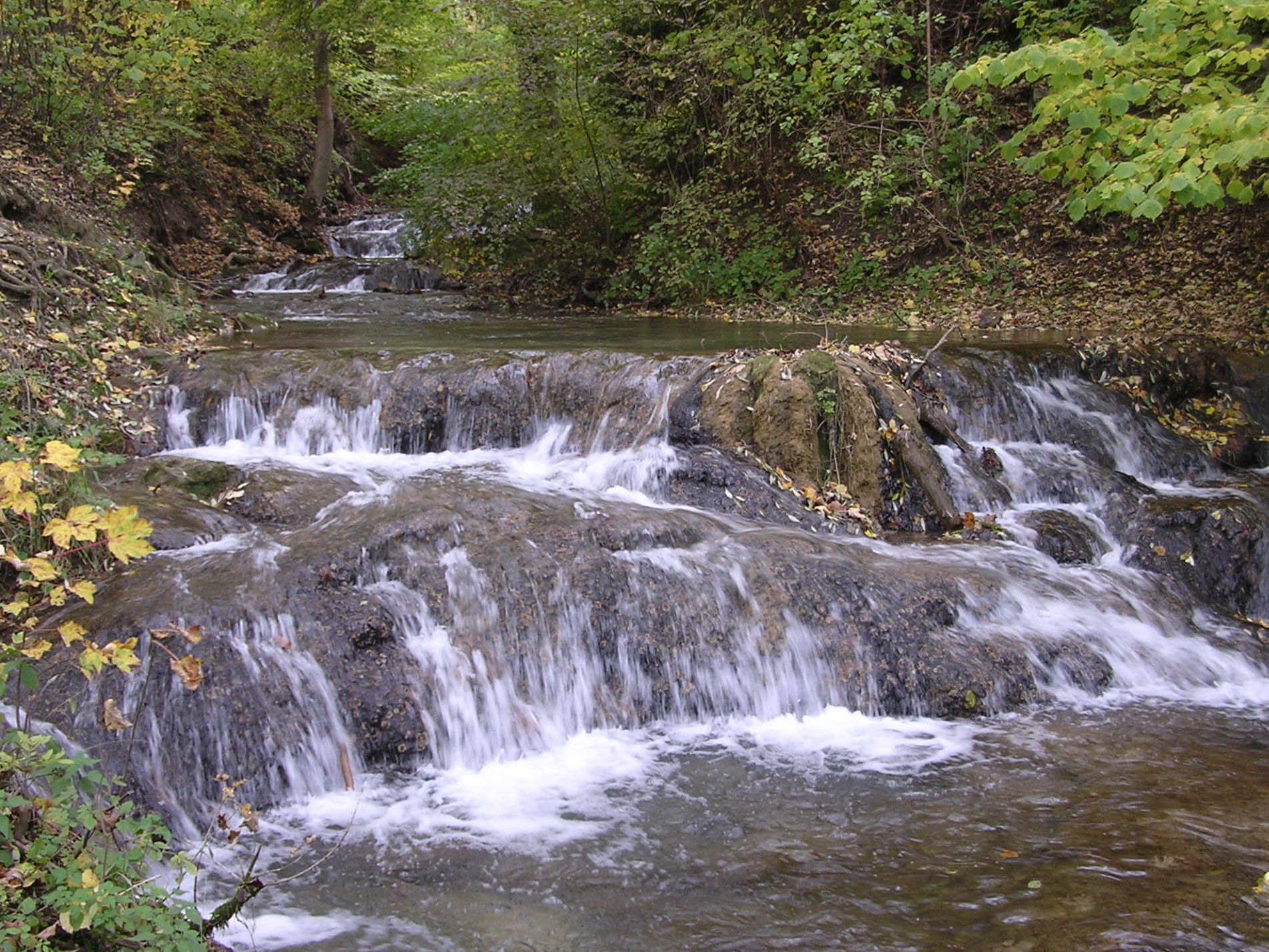
Teplianka w Lúčkach, tuż powyżej wodospadu

Teplianka – duży potok w północnej Słowacji, w dorzeczu Wagu. Długość 12,5 km. Cały tok w granicach powiatu Rużomberk w regionie Liptów.
Teplianka jest prawobrzeżnym dopływem Wagu. Nosi nazwę, podobnie jak wieś, w której wpada do Wagu, związaną z ciepłymi źródłami w jej środkowym biegu, we wsi Lúčky. Jej górny tok, aż do ujścia do niej Kalamenianki, nosi również nazwy Lúčanka, Ráztočné lub Ráztočná.

## Bieg
Źródła na wysokości ok. 905 m n.p.m. w Górach Choczańskich, w grupie Sielnickich Wierchów, na północnych stokach przełęczy rozdzielającej szczyty Havrania (1130 m n.p.m., na wschodzie) oraz Magura (1171 m n.p.m., na zachodzie). Płynie początkowo w kierunku północno-zachodnim, po czym u południowych podnóży przełęczy Vrchvarta skręca szerokim łukiem ku zachodowi, a następnie ku południu. Płynie teraz Doliną Luczańską, która stanowi granicę między grupą Wielkiego Chocza na zachodzie a Sielnickimi Wierchami na wschodzie. Po przyjęciu niewielkiego prawobrzeżnego dopływu z Jastrabiej Doliny skręca na południowy wschód. W miejscowości Lúčky przepływa przez trawertynowe tarasy, tworząc znany Wodospad Luczański.
W Lúčkach opuszcza góry, wpływając na teren Kotliny Liptowskiej. Poniżej wsi przyjmuje swój największy dopływ, lewobrzeżną Kalameniankę. Tu skręca znów na południe i we wsi Liptovská Teplá, na wysokości ok. 500 m n.p.m. uchodzi do Wagu.